# 1211 Avenue of the Americas
1211 Avenue of the Americas (también conocido como News Corp. Building) es un rascacielos de estilo internacional en la Sexta Avenida en Midtown Manhattan, Nueva York (Estados Unidos). Anteriormente conocido como Celanese Building, se completó en 1973 como parte de la tarde el Rockefeller Center de la expansión tardía del Rockefeller Center conocida como el XYZ Buildings. La Corporación Celanese se trasladaría más tarde a Dallas. Actualmente, 1211 es propiedad de Ivanhoé Cambridge. La estructura tiene una forma simple en forma de losa desprovista de decoración, su fachada prosaica consiste en rayas verticales alternas de piedra caliza y vidrio. Los pilares de piedra de la fachada son redundantes; hay el doble de los necesarios estructuralmente. Las bandas de vidrio son continuas y no ofrecen indicación de los niveles del piso. Estas características distorsionan visualmente la escala, de modo que la torre no luce demasiado voluminosa.

## Historia
El edificio formaba parte de la expansión tardía del Rockefeller Center conocida como el XYZ Buildings. Sus planos fueron dibujados por primera vez en 1963 por el arquitecto de la familia Rockefeller, Wallace Harrison, del estudio de arquitectura Harrison & Abramovitz. Sus letras corresponden a su altura. 1251 Avenue of the Americas es el edificio X, ya que es el más alto con 229 m y 54 pisos, y fue el primero en ser terminado, en 1971. El Y está en 1221 Avenue of the Americas, que fue la segunda torre completada (1973) y es la segunda en altura con 205 m y 51 pisos. El Z, el edificio más bajo y reciente con 45 pisos y 180 m, está en 1211 Avenue of the Americas.
La estructura está certificada LEED (designación de nivel plateado) por el US Green Building Council.

## Inquilinos notables

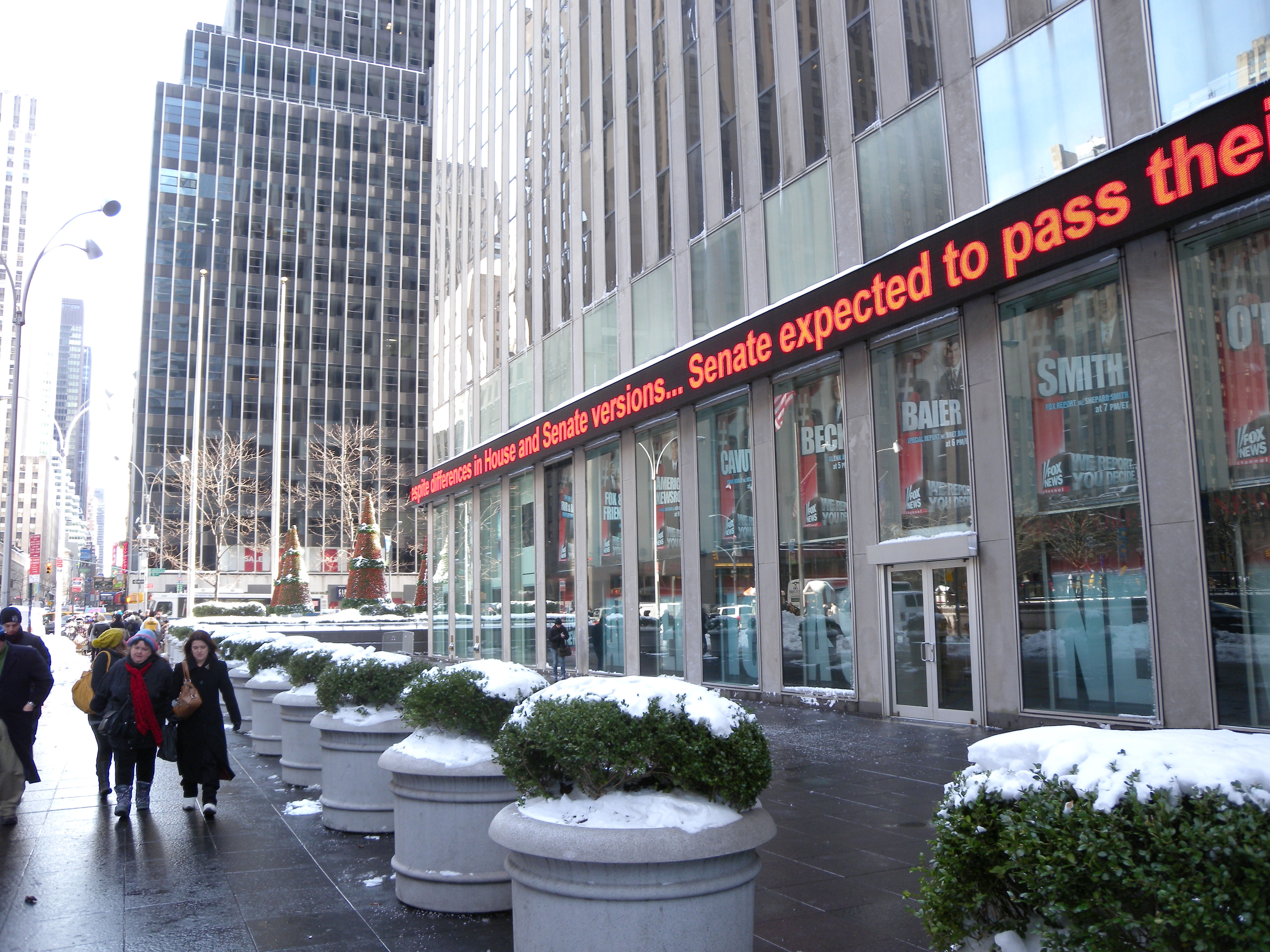
Fox News Studios a pie de calle

El edificio sirvió como la sede mundial de la News Corporation original, fundada por el empresario de origen australiano Rupert Murdoch en 1980. Continúa sirviendo como la sede de las filiales Fox Corporation (2019-presente) y la actual News Corp (2013-presente), y hasta 2019, 21st Century Fox (2013-2019). El edificio es conocido por albergar los principales estudios de Fox News, parte de Fox News Group, que actualmente es propiedad de Fox Corp. Las divisiones conocidas de News Corp ubicadas dentro del edificio incluyen Dow Jones & Company, The Wall Street Journal y New York Post.
Otras empresas no afiliadas a News Corp que alquilan oficinas en el edificio incluyen Annaly Capital Management y Ropes & Gray LLP.

## Estudios
- B - After the Bell, FBN: estoy con Cheryl Casone y Lauren Simonetti, Lou Dobbs Tonight, Making Money y Varney & Co.
- D - El show de Greg Gutfeld
- E - Bulls & Bears, Countdown to the Closing Bell, First Things First, Fox Report y Journal Editorial Report
- F - The Five, Fox & Friends, Fox NFL Thursday, Superados en número, Watters 'World y The Story with Martha MacCallum
- G - Cavuto Live, Mornings with Maria, Trish Reagan Primetime y Your World con Neil Cavuto
- H - Informes de Bill Hemmer
- J - America's Newsroom, The Daily Briefing, Fox & Friends First, Justice con la jueza Jeanine, Sunday Morning Futures con Maria Bartiromo [6] y Hannity
- N - La noche Editar